# Cristóbal de Cuéllar
Cristóbal de Cuéllar (Cuéllar ¿?-1517-19 Cuba) fue un contador y tesorero de Indias.
Estuvo al servicio de la Corona de Castilla, pues había servido a Juan II de Castilla, y fue copero (acercaba la copa para beber) de Isabel I de Castilla y del príncipe Juan, y más tarde fue nombrado Contador y Tesorero de Indias.

## Biografía
Por Cédula Real de 19 de noviembre de 1501, recibió el nombramiento de Contador de Indias, donde marchó el 13 de febrero de 1502.
El día 15 de abril de 1502, desembarcó en La Española con Nicolás de Ovando, comendador mayor de la Orden de Alcántara.
Residió en La Española los años de 1502-1511, como contador de Indias, cargo en que le sucedió Gil González Dávila. Fue hombre muy prudente, valeroso, servidor del rey y celador de la Hacienda Real. Solía decir que por servir al rey daría dos o tres tumbos en el infierno. No estaba muy bien con el comendador Nicolás de Ovando, porque no le había dado cuantos indios quería y donde quería Cristóbal de Cuéllar. En alguna ocasión avisó al rey de los excesivos gastos del comendador.
En una Real Cédula, fechada en Valladolid a 14 de noviembre de 1509, el rey dijo al almirante Diego Colón: Cristobal de Cuellar, nuestro contador desas dichas yndias, no ha escripto de la prisión y mal tratamiento que alla el comendador mayor le a fecho e, porque los nuestros oficiales que alla resyden sy hazen alguna cosa en sus oficios que no deven, yo los mandare castigar, por ende yo vos encargo e mando que vos ynformeis de lo susodicho y lo remedyeis de manera quel dicho Cristobal de Cuellar no sea desagraviado y le favorezcays a él como a los otros oficiales que allí residen y los trateis muy bien, para que cada uno tenga voluntad de nos servir bien y como debe.
El adelantado de las Indias Bartolomé Colón llevó a su sobrino el almirante Diego Colón una instrucción real, dada en Mombeltrán sin fecha, en la que el rey le pide trate bien a los oficiales residentes en La Española, así en público como en secreto e que no acaezca otra vez lo que agora postreramente acaescio con el conthador Cristhobal de Cuellar, que cierto me pareció muy mal por ser el negocio por cosa de Nuestro Servicio, e muy peor por ser en faz del pueblo, como ello diz que fue.
El 8 de mayo de 1513, Fernando el Católico nombró tesorero general de La Española a Cristóbal de Cuéllar, para cobrar y recaudar para el rey todo el oro, plata, cobre, metales, piedras, maravedís, rentas, tributos, pechos, derechos, diezmos y cualesquier otras cosas pertenecientes al rey. El salario anual del tesorero sería de 100.000 maravedís. El 13 de mayo de 1513 ejercía de tesorero en la villa de Asunción (Cuba), con un salario de 8.000 maravedís.
Llegó a esta villa para celebrar el matrimonio concertado entre su hija María de Cuéllar y el gobernador Diego Velázquez de Cuéllar, matrimonio que duró seis días, por fallecer la esposa. En 1514 era encomendero en La Española.
Volvió de tesorero a Cuba, donde falleció entre 1517 y 1519.
Nombró albacea a su yerno el gobernador Diego Velázquez de Cuéllar; en el testamento mandó le dijeran varias misas en los conventos de San Francisco y de Santa Clara de Cuéllar, y que se construyera una capilla en la iglesia del primero.